# Spartýlas
Spartýlas är en ort i Grekland.   Den ligger i prefekturen Nomós Kerkýras och regionen Joniska öarna, i den västra delen av landet, 400 km nordväst om huvudstaden Aten. Spartýlas ligger 374 meter över havet och antalet invånare är 517. Den ligger på ön Korfu.
Terrängen runt Spartýlas är kuperad norrut, men åt sydväst är den platt. Havet är nära Spartýlas åt sydost. Närmaste större samhälle är Korfu, 13,0 km sydost om Spartýlas. 